# Chengdu Tiancheng F.C.
Chengdu Tiancheng F.C. (chiń. 成都谢菲联足球俱乐部; pinyin Chéngdū Xièfēilián Zúqiú Jùlèbù; Chendgu Sheffield United F.C.) – chiński klub piłkarski, mający siedzibę w mieście Chengdu. Znany także z dawnych nazw Chengdu Wuniu i Chengdu Blades. W 2015 klub został rozwiązany. Mecze domowe rozgrywał na obiekcie Chengdu Sports Centre a później na Shuangliu Sports Center.

## Historia
Chronologia nazw:
- 1996–2001: Chengdu Wuniu
- 2002: Chengdu Taihe
- 2003–2006: Chengdu Five Bulls
- 2006–2013: Chengdu Blades
- 2013–2015: Chengdu Tiancheng F.C.

Klub został założony 27 lutego 1996 a jego sponsorem zostało przedsiębiorstwo produkujące papierosy Wuniu (Five Bulls). Na początku stycznia 2006 władze angielskiego klubu piłkarskiego Sheffield United przejęły Chengdu Wuniu zmieniając jego logo oraz barwy strojów piłkarskich drużyny na kolory podobne do tych, które reprezentowała drużyna Sheffield United. W 2007 r. klub zajmując drugie miejsce w China League One uzyskał awans do najwyższej piłkarskiej klasy rozgrywkowej w Chińskiej Republice Ludowej – China Super League, gdzie w sezonie 2009 zajął najwyższą w historii pozycję – 7. lokatę w klasyfikacji końcowej sezonu 2009 China Super League.
Po trzęsieniu ziemi jakie nawiedziło prowincję Syczuan w maju 2008 zawodnicy klubu wzięli udział w akcjach charytatywnych, m.in. oddawali krew oraz przeznaczyli kwotę 11 tys. funtów brytyjskich wraz z namiotami, odzieżą, jedzeniem i wodą dla poszkodowanych w katastrofie. W tym samym roku klub został uwikłany w skandal związany z ustawianiem meczów. Pod koniec lutego 2010 r. zespół spadł do China League One w wyniku ww. skandalu, mimo że w poprzednim sezonie zajął 7. miejsce w China Super League. Od 2008 r. młodzieżowa drużyna Chengdu Wuniu występowała pod nazwą Sheffield United Hongkong w Hong Kong First Division League. W 2013 klub przejęło przedsiębiorstwo Tiancheng Investment Group, które zmieniło nazwę klubu na Chengdu Tiancheng F.C.
Na początku stycznia 2015 został rozwiązany, a w dniu 31 stycznia 2015 Chiński Związek Piłkarski wyrejestrował zespół z listy klubów piłkarskich w Chińskiej Republice Ludowej z powodu niewypłacania przez klub należności zawodnikom i personelowi.

## Barwy klubowe, strój
|  |  |  |

Klub posiadał barwy czarno-biało-czerwone stylizowane na kolory angielskiego Sheffield United. Zawodnicy domowe spotkania rozgrywali w koszulkach w czerwono-białe paski, czarnych spodenkach oraz czarnych getrach.

## Ranking wszech czasów
| Sezon                     | 1996 | 1997 | 1998 | 1999 | 2000 | 2001 | 2002 | 2003 | 2004 | 2005 | 2006 | 2007 | 2008 | 2009 | 2010 | 2011 | 2012 | 2013 | 2014 |
| ------------------------- | ---- | ---- | ---- | ---- | ---- | ---- | ---- | ---- | ---- | ---- | ---- | ---- | ---- | ---- | ---- | ---- | ---- | ---- | ---- |
| Poziom klasy rozgrywkowej | 3    | 3    | 2    | 2    | 2    | 2    | 2    | 2    | 2    | 2    | 2    | 2    | 1    | 1    | 2    | 1    | 2    | 2    | 2    |
| Pozycja                   | 3    | 2    | 8    | 6    | 9    | 3    | 9    | 6    | 13   | 11   | 4    | 2    | 13   | 7    | 2    | 15   | 9    | 14   | 15   |

| \| \| Zdobyte trofea w rozgrywkach Chińskiej Republiki Ludowej (stan na: 16.12.2020) \| |                                                                                |      |          |
| Rozgrywki                                                                               | Osiągnięcie                                                                    | Razy | Sezon(y) |
| Mistrzostwo                                                                             | I miejsce                                                                      | 0    |          |
| Mistrzostwo                                                                             | II miejsce                                                                     | 0    |          |
| Mistrzostwo                                                                             | III miejsce                                                                    | 0    |          |
|                                                                                         | Zdobyte trofea w rozgrywkach Chińskiej Republiki Ludowej (stan na: 16.12.2020) |      |          |

## Zawodnicy reprezentujący klub w przeszłości
| - Jacek Paszulewicz - Harison da Silva Nery - Salim Arrache - Fodé Camara - François Endene - Guan Zhen - Sunday Ibrahim - Aleksandrs Jeļisejevs - Ji Mingyi - Piotr Kaczura - Brice Jovial - Kim Yong-jun - Oumar Kondé - Li Jianbin | - Matheus Henrique do Carmo Lopes - Johnson Macaba - Anatoli Nankow - Joseph Ndo - Alex Chandre de Oliveira - Jasen Petrow - Raio Piiroja - Tiago Prado - Erivaldo Antonio Saraiva - Sun Jihai - Ibrahima Touré - Tiago Jorge Honório - Wang Song |